# Il mangiaguardie
Il mangiaguardie (Themroc) è un film del 1973 diretto da Claude Faraldo.